# Barybas peruana
Barybas peruana är en skalbaggsart som beskrevs av Moser 1918. Barybas peruana ingår i släktet Barybas och familjen Melolonthidae. Inga underarter finns listade.